# Folkerts SK-3

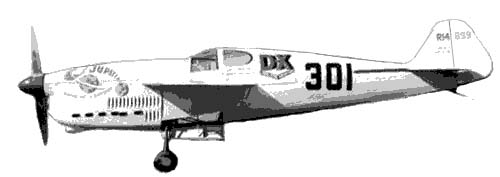
Folkerts SK-3 in de uiteindelijk uitvoering

De Folkerts SK-3, ook bekend als "Jupiter, Pride of Lemont", was een Amerikaans eenmotorig middendekker racevliegtuig, ontworpen door Clayton Folkerts voor piloot-technicus Rudy Kling. De eerste vlucht vond plaats in 1937. Het toestel won de Thompson Trophy-luchtrace in 1937 met een gemiddelde snelheid van 413 km/u. 

## Ontwerp en historie
Het SK-3-vliegtuig was een licht ontwerp met een slank rompprofiel, mede dankzij de toegepaste ranke zescilinder-lijnmotor. De voorgangers van de SK-3 waren de Folkerts SK-1 en Folkerts SK-2. Ontwerper Clayton Folkerts was eerder verantwoordelijk voor de succesvolle Monocoupe-vliegtuigserie. Het toestel was uitgevoerd met een intrekbaar landingsgestel met een simpele éénhendel bediening. De vrijdragende vleugels waren geconstrueerd van hout, de romp van gelaste metalen buizen met een doekbespanning.

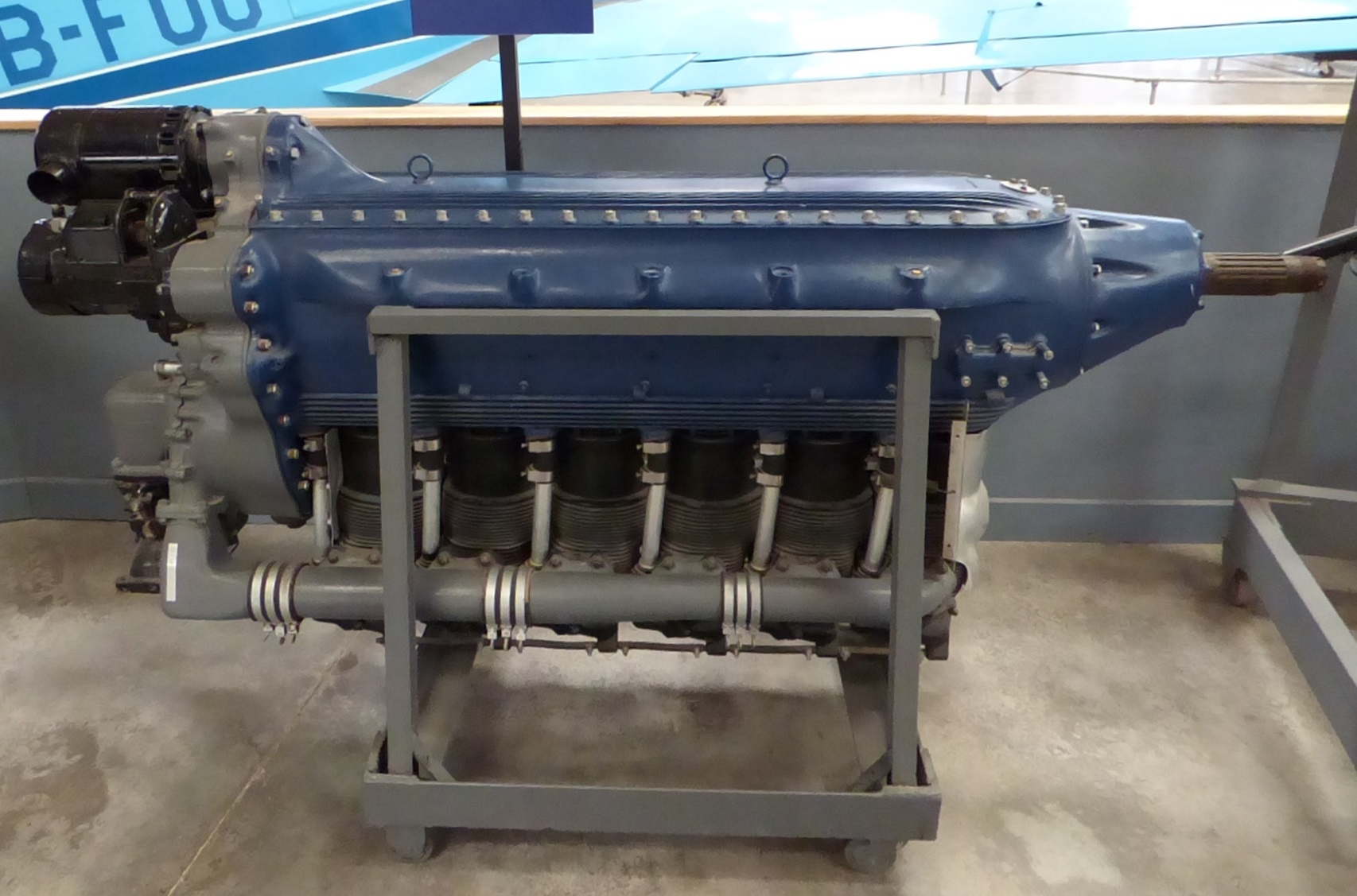
De Menasco C6S omgedraaide zescilinder vliegtuig-lijnmotor.

De SK-3 was speciaal ontworpen voor de werktuigbouwkundige Rudy Kling, die zelf ook meehielp met de bouw. Kling voerde de Menasco C6S zescilinder compressor-geladen lijnmotor eigenhandig op van 250 naar 400 pk. Kling was de enige piloot van de Folkerts SK-3. Voordat Rudy in 1937 de Thompson Trophy won had hij slechts 150 uur vliegervaring in een open tweedekker.

## Fataal ongeval
Tijdens de Miami Air Races in 1938 crashte de SK-3 in de kielzogturbulentie van een groter vliegtuig, waarbij piloot Rudy Kling op 29-jarige leeftijd het leven liet. 

## Variant
SK-4In tegenstelling tot vorige versies die telkens iets waren verbeterd, was de SK-4 feitelijk een kopie van de SK-3. De SK-4 was gebouwd met als doel om met een metalen propeller een maximum snelheid van 330 mph (531 km/u) te behalen. In de National Air Races (NAR) van 1938 viel het toestel uit door flutter in de vleugels. Tijdens de NAR van 1939 crashte het vliegtuig. De Folkerts SK-4 was de laatste racer die door Clayton Folkerts werd gebouwd.